# Небо-земля-небо
«Небо-земля-небо» — советский драматический фильм 1975 года, снятый режиссёром Анатолием Буковским на киностудии им. Довженко.
Премьерный показ состоялся 5 мая 1976 года. Фильм посмотрели 900 тыс. зрителей.

## Сюжет
Гибель лётчика Каштана приводит к изменениям в работе над новым самолётом, а Олег Гай, сын главного конструктора Ивана Гая берет на себя испытание модели.

## В ролях
- Иван Переверзев — Раменский, профессор
- Нина Антонова — Галина Раменская
- Александр Милютин — Юрий Каштан
- Лев Перфилов — Шевчук
- Владимир Волков — секретарь обкома
- Дмитрий Миргородский — Снежков
- Анатолий Соколовский — молодой конструктор
- Екатерина Крупенникова — Розалия Викторовна
- Людмила Лобза — жена комсорга
- Николай Мерзликин — Иван Гай

## Съёмочная группа
- Режиссёр: Анатолий Буковский
- Сценарист: Борис Медовой, Кирилл Рапопорт, Анатолий Буковский
- Оператор: Виталий Зимовец
- Художник: Валерий Новаков
- Звукорежиссёр: Рэма Крупенина